# Katyuscia Demez
Katyuscia Demez (20 ottobre 1972) è un'ex sciatrice alpina italiana.

## Biografia
Originaria di Selva di Val Gardena, la Demez debuttò in campo internazionale in occasione dei Mondiali juniores di Geilo/Hemsedal 1991. In Coppa del Mondo ottenne il primo piazzamento il 13 dicembre 1992 a Vail in supergigante (34ª) e conquistò il miglior risultato il 10 gennaio successivo a Cortina d'Ampezzo in slalom gigante (13ª); nella stessa stagione 1992-1993 disputò i suoi unici Campionati mondiali e nella rassegna iridata di Morioka si classificò 38ª nel supergigante e 8ª nello slalom gigante. Prese per l'ultima volta il via in Coppa del Mondo l'8 dicembre 1995 a Val-d'Isère in slalom gigante, senza completare la prova,  e si ritirò al termine della stagione 1995-1996: la sua ultima gara fu il supergigante dei Campionati italiani 1996, disputato il 30 marzo a Ponte di Legno/Passo del Tonale e chiuso dalla Demez al 19º posto. Non prese parte a rassegne olimpiche.

## Palmarès

### Coppa del Mondo
- Miglior piazzamento in classifica generale: 75ª nel 1993